# Хелльман, Эмиль
Эмиль Хелльман (швед. Emil Hellman; род. 20 апреля 2001) — шведский футболист, защитник клуба «Хельсингборг».

## Клубная карьера
Футболом начинал заниматься в клубе «Хёгаборг», а затем в четырнадцатилетнем возрасте перешёл в юношескую команду «Хельсингборга». С 2019 года стал привлекаться к тренировкам с основой. Первую игру в её составе провёл 22 августа 2019 года в во втором раунде кубка страны против «Оскарсхамном», выйдя на поле в стартовом составе. 20 июня 2020 года дебютировал в чемпионате Швеции в игре очередного тура с «Эльфсборгом», появившись на поле в компенсированное ко второму тайму время вместо Макса Свенссона. В феврале 2021 года подписал с клубом первый профессиональный контракт, срок которого рассчитан на три года.

## Клубная статистика
| Выступление      | Выступление      | Выступление      | Лига | Лига | Кубки | Кубки | Конт. кубки | Конт. кубки | Итого | Итого |
| Клуб             | Лига             | Сезон            | Игры | Голы | Игры  | Голы  | Игры        | Голы        | Игры  | Голы  |
| ---------------- | ---------------- | ---------------- | ---- | ---- | ----- | ----- | ----------- | ----------- | ----- | ----- |
| Хельсингборг     | Алльсвенскан     | 2019             | 0    | 0    | 1     | 0     | 0           | 0           | 1     | 0     |
| Хельсингборг     | Алльсвенскан     | 2020             | 3    | 0    | 0     | 0     | 0           | 0           | 3     | 0     |
| Хельсингборг     | Суперэттан       | 2021             | 4    | 0    | 3     | 0     | 0           | 0           | 7     | 0     |
| Хельсингборг     | Алльсвенскан     | 2022             | 0    | 0    | 0     | 0     | 0           | 0           | 0     | 0     |
| Хельсингборг     | Итого            | Итого            | 7    | 0    | 4     | 0     | 0           | 0           | 11    | 0     |
| Всего за карьеру | Всего за карьеру | Всего за карьеру | 7    | 0    | 4     | 0     | 0           | 0           | 11    | 0     |